# Фърмой
Фърмой (на английски: Fermoy; на ирландски: Mainistir Fhear Maí) е град в южна Ирландия, графство Корк на провинция Мънстър. Разположен е около река Блакуотър. Първите сведения за града датират от 12 век. През 1791 г. получава статут на град. Шосеен транспортен възел. Разстоянието на юг от Фърмой до административния център на графството град Корк е 34 km. Имал е жп гара от 17 май 1860 г. до 27 март 1967 г. Населението му е 2275 жители, а с прилежащите му околности 5873 от преброяването през 2006 г. 

## Личности, свързани с Фърмой
- Майкъл Флетли (р. 1958), американско-ирландски танцьор